# Собінка
Со́бінка (рос. Собинка) — місто в Російській Федерації, адміністративний центр Собінського району Владимирської області.
Населення міста становить 17 444 особи (2021).

## Географія
Місто розташоване на річці Клязьма, притоці річки Ока. Собінка розташована в північно-західній частині Мещорської низовини.

## Історія
В давнину на місці міста була Собінська (Собенна, Собіна) пустка, назва якої походить за однією версією від антропоніму Собін (чоловіче ім'я XV століття), а за другою — від російського слова особый (окремий). В середині XIX століття поряд була збудована залізниця. В 1856 році брати Матвій та Лука Лосеві купили ділянку пустки у графа О. М. Зубова для побудови текстильної фабрики. Відкрито її було 19 жовтня 1858 року. Біля фабрики виросло селище, де збудували будинки для працівників, лікарню, школу, храм Воскресіння Христового. В 1860-ті роки був збудований міст через Клязьму та бруківку до станції Ундол. В радянські часи були збудовані клуб, нові школи та садочки, на березі річки створено Парк Текстильників. 18 вересня 1939 року селище отримало статус міста. В роки Другої Світової війни в боях брало участь близько 3 тис. мешканців, з яких 1485 осіб не повернулись. З утворенням 14 серпня 1944 року Владимировської області, Собінка стає районним центром (в 1964-65 роки Ставровський район). В 1963—2005 роках Собінка мала статус міста обласного підпорядкування.

## Економіка
В місті працюють прядильно-ткацька фабрика ТОВ «Собінський текстиль» (виробництво бавовняних тканин та марлі), швейна фабрика (спортивний та робітничий одяг), хлібокомбінат, ліспромгосп, друкарня.

## Населення
20,4 тис. в 2005, 21,1 тис. в 2003, 21 054 в 2002, 22,3 тис. в 2001, 22,5 тис. в 2000, 22,9 тис. в 1998, 23,34 тис. в 1996, 23,3 тис. в 1992, 23,7 тис. в 1989, 23,6 тис. в 1979, 22,9 тис. в 1970, 22,0 тис. в 1967, 20,5 тис. в 1959.
| 1897    | 1923    | 1926    | 1931    | 1939    | 1959    | 1967    |
| ------- | ------- | ------- | ------- | ------- | ------- | ------- |
| 5464    | ↗9582   | ↗12 852 | ↗15 800 | ↗18 162 | ↗20 511 | ↗22 000 |
| 1970    | 1979    | 1989    | 1992    | 1996    | 1998    | 1999    |
| ↗22 943 | ↗23 646 | ↗23 720 | ↘23 300 | →23 300 | ↘22 900 | →22 900 |
| 2000    | 2001    | 2002    | 2003    | 2005    | 2006    | 2007    |
| ↘22 500 | ↘22 300 | ↘21 054 | ↗21 100 | ↘20 400 | ↘20 200 | ↘20 000 |
| 2008    | 2009    | 2010    | 2011    | 2012    | 2013    | 2014    |
| ↘19 700 | ↘19 564 | ↘19 482 | ↘19 420 | ↘19 179 | ↘18 961 | ↘18 702 |
| 2015    | 2016    | 2017    | 2018    |         |         |         |
| ↘18 510 | ↘18 232 | ↘18 059 | ↘17 799 |         |         |         |

## Соціальна сфера
В місті діють 5 шкіл, ПТУ № 44, Будинок дитячої творчості, центр дитячого та юнацького туризму, художня та музична школи, дитячий оздоровчо-освітній спортивний центр «Олімп». Відкриті краєзнавчий музей, Будинок культури, кінотеатр «Восход», 3 бібліотеки, стадіон «Труд» (відкритий 1928 року, тут грає футбольна команда «Труд»). Видається газета «Доверие» (заснована 1930 року як «Коммунист»).

## Транспорт
Поряд з містом (3 км) проходить залізниця Москва-Нижній Новгород — станція Ундол. До 1980-их років в місті діяла вузькоколійка Асерховського торфопідприємства. До автодороги М7 «Волга» веде шлях з мостами через річку та залізницю. В місті є автостанція, яка з'єднує Собінку з Владимиром та навколишніми населеними пунктами.

## Видатні місця
- Пам'ятник Карлу Марксу — встановлено в березні 1923 року на центральній площі
- Будівля колишньої церкви Воскресіння Христового — з 1923 року тут школа № 1, в роки війни був шпиталь
- Монумент Переможному солдату на центральній площі та встановлений в 1995 році меморіал героям
- Дерев'яна церква Ікони Державної Божої матері на березі Клязьми (1996—2006)

## Відомі люди
- Тарасов Олексій Кіндратович — Герой Радянського Союзу
- Шибаєв Олексій Васильович — Герой Радянського Союзу
- Харитонов Сергій — чемпіон Росії серед студентів з пауерліфтингу